# Diamant pentagonal
Pour les articles homonymes, voir Diamant (homonymie) et J13.
Le diamant pentagonal est une figure géométrique faisant partie des solides de Johnson (J13). 
Comme son nom le suggère, il peut être obtenu en joignant 2 pyramides pentagonales (J2) par leurs bases ou en joignant cinq octaèdres, ce qui en fait l'un des huit deltaèdres convexes. C'est également l'un des sept isoèdres convexes à faces régulières, les six autres étant le diamant triangulaire et les cinq solides de Platon.
Bien que toutes ses faces soient en situation de congruence et qu'elles soient toutes uniformes, ce n'est pas un solide de Platon car certains de ses sommets joignent cinq faces alors que d'autres en relient quatre.
Les 92 Solides de Johnson furent nommés et décrits par Norman Johnson en 1966.

## Exemples
Certaines molécules peuvent avoir une géométrie moléculaire bipyramidale pentagonale.